# Церква святого апостола Івана Богослова (Плебанівка)
Церква святого апостола Івана Богослова в Плебанівці — парафія і храм греко-католицької громади Теребовлянського деканату Тернопільсько-Зборівської архієпархії Української греко-католицької церкви в селі Плебанівка Тернопільського району Тернопільської области.

## Історія церкви
Парафія була утворена у 2003 році. У 2004 році громада села вирішила побудувати власну церкву, щоб не ходити до храму Святого Миколая в Теребовлі. Після обрання місця для будівництва запросили владику Михаїла Сабригу, який освятив наріжний камінь. Архітектором церкви став Анатолій Водоп'ян. Будівництво храму завершили у 2013 році.
У 2008 році розпочалося будівництво каплиці Матері Божої Неустанної Помочі. Її архітектором був Михайло Нетриб'як. Будівництво завершилося у 2009 році, і капличку освятив владика Василій Семенюк.
Фундатором каплиці був Володимир Шенгера. Значний внесок у її будівництво також зробили:
- будівельники Любомир Копняк та Богдан Кріль.
- голова церковного комітету Микола Фенц.
- голова сільської ради Володимир Козак.
- члени комітету Марія Бліщ, Марія Миролюк, Надія Хома та скарбник Ганна Шалева.
- жертводавці Михайло Вівчар і Зеновій Боднар.

При парафії діє Вівтарна дружина.

## Парохи
- о. митрат Іван Сивак (з липня 2004).